# Arvydas Pocius (Offizier)

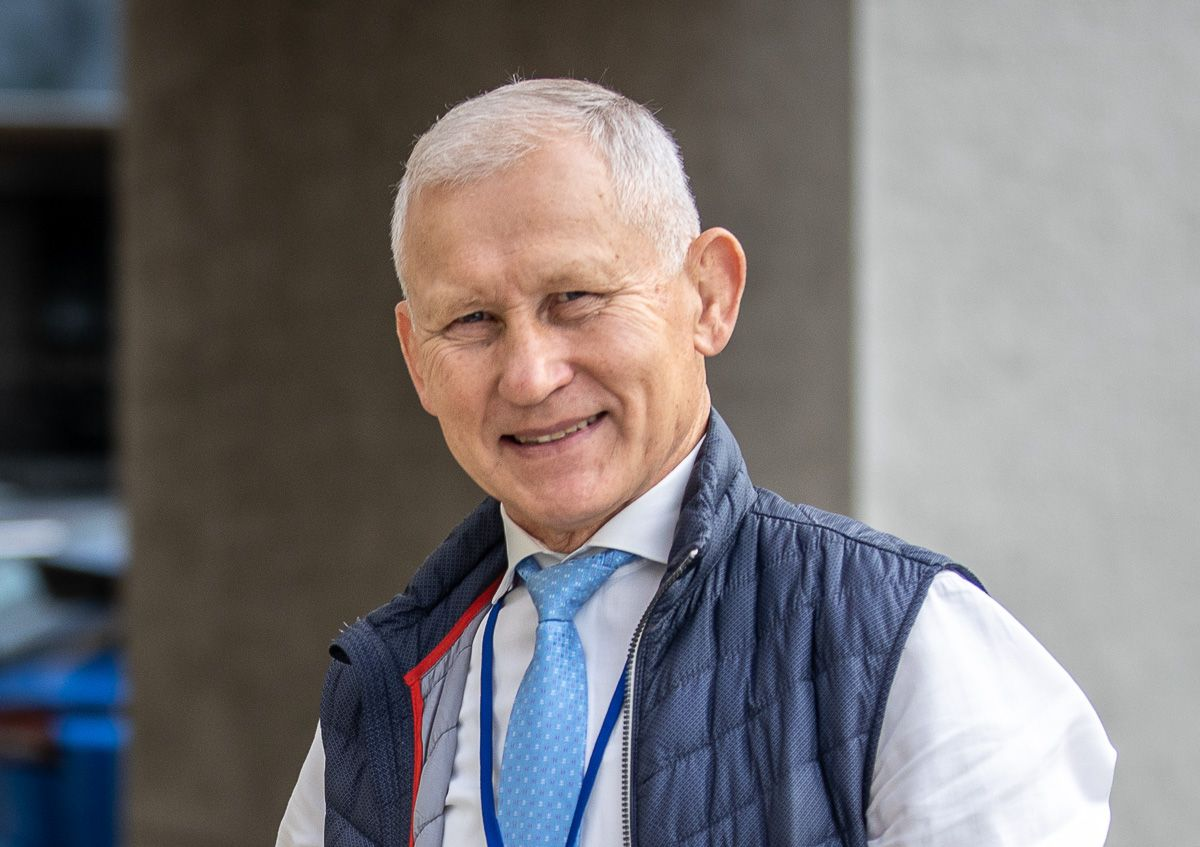
Arvydas Pocius (2023)

Arvydas Pocius (* 14. Mai 1957 in Klaipėda) ist ein ehemaliger litauischer Offizier, Diplomat und Politiker. Während seiner Dienstzeit in der litauischen Armee war er von 2004 bis 2007 Befehlshaber des litauischen Heeres und von 2009 bis 2014 militärischer Oberbefehlshaber der Streitkräfte des Landes. Anschließend war er als Botschafter in Rumänien tätig.

## Leben
Nach dem Abitur an der 18. Mittelschule Klaipėda im Jahr 1975 absolvierte Arvydas Pocius ein Diplomstudium an der heutigen Sportuniversität Litauens in Kaunas und wurde Trainer. Im Jahr 1979 schloss er dieses Studium ab und arbeitete als Trainer für Freistilringen und Judo.

### Militärische Laufbahn
Beförderungen
Sowjetische Streitkräfte
- Leutnant (1979)

Litauische Streitkräfte
- Major (1991)
- Oberstleutnant (1993)
- Oberst (1997)
- Brigadegeneral (2004)
- Generalmajor (2009)
- Generalleutnant (2011)

Neben seinem Sportstudium besuchte Arvydas Pocius 1979 auch einen Offizierslehrgang und war von dieser Zeit an Reserveoffizier der Sowjetarmee. Nachdem er sich Ende der 1980er Jahre der litauischen Oppositionsbewegung gegen Moskau angeschlossen hatte, gab er 1990 sein Offizierspatent zurück.
Im Jahr 1991 trat er dem neu entstandenen militärischem Freiwilligenverband seines Heimatlandes bei und übernahm dort, im Rang eines Majors, die Aufgabe des stellvertretenden Stabschefs. In den nächsten Jahren folgten die Beförderung zum Oberstleutnant (1993), eine Weiterbildung bei der Bundeswehr (1996) und die anschließende Beförderung zum Oberst (1997). Nachdem er von 1997 bis 2002 als Kommandant des Freiwilligenverbandes tätig gewesen war, wechselte er zu den regulären Streitkräften.
Dort wurde er zunächst als Befehlshaber des östlichen Verteidigungsdistrikts eingesetzt. In den Jahren 2003 bis 2004 folgte ein weiteres Auslandsstudium am United States Army War College. Nach dessen Abschluss wurde er am 30. Juni 2004 zum Brigadegeneral befördert und zum Befehlshaber der Landstreitkräfte ernannt. Ab Herbst 2007 war er beim Allied Command Transformation tätig. Am 24. Juli 2009 wurde Pocius, als Nachfolger von Valdas Tutkus, Befehlshaber der Litauischen Armee, im Rang eines Generalmajors. Im Jahr 2011 folgte die Beförderung zum Generalleutnant. Nach der üblichen fünfjährigen Amtszeit als Chef der Streitkräfte, wurde er im Juli 2014 von Jonas Vytautas Žukas abgelöst.

### Politik
Nach dem Ausscheiden aus dem Militärdienst wurde Pocius von Oktober 2014 bis Oktober 2019 zunächst als Botschafter seines Heimatlandes in Rumänien tätig. Im November 2019 trat er, nach fünf Jahren im diplomatischen Dienst und Rückkehr nach Litauen, der konservativen TS-LKD bei, um sich zukünftig in seiner Heimatstadt Klaipėda politisch zu engagieren. Im Januar 2020 wurde er zum Vorsitzenden des Regionalverbandes der Partei gewählt (der er bis 2024 blieb). Bei der Parlamentswahl 2020 konnte er ein Abgeordnetenmandat für seine Partei erringen und gehört seitdem dem Seimas an. Nach der Ernennung von Laurynas Kasčiūnas zum Verteidigungsminister, folgte er diesem am 9. April 2024 als Vorsitzender des Parlamentsausschusses für Nationale Sicherheit und Verteidigung. Bei der Parlamentswahl 2024 gelang ihm die Wiederwahl als Listenkandidat, obwohl seine Partei Verluste hinnehmen musste. Als Vertreter der Opposition gehört er dem Ausschusses für Nationale Sicherheit und Verteidigung diesmal als einfaches Mitglied an.

### Persönliches
Arvydas Pocius ist verheiratet und Vater eines Sohnes und einer Tochter. Neben seiner Muttersprache beherrscht er auch Englisch, Russisch, Deutsch und Polnisch.
Der ehemalige General war, vor allem in seiner Jugend, sportlich sehr aktiv. So gelang es ihm die litauischen Landesmeisterschaften im Judo sowohl im Junioren-, wie auch im Jugend- und Erwachsenenbereich zu gewinnen. Zudem erhielt er den Titel eines Meisters des Sports der UdSSR im Judo und Freistilringen. Heute zählen unter anderem auch Angeln und Jagen zu seinen Hobbys.

## Auszeichnungen
Arvydas Pocius erhielt folgende in- und ausländische staatliche Auszeichnungen:
|  | 2000: Orden des Vytis-Kreuzes (Offizier)                 |
|  | 2013: Westhard-Orden (Großkreuz)                         |
|  | 2014: Verdienstorden Pro Merito Melitensi (Großoffizier) |
|  | 2014: Orden des Vytis-Kreuzes (Großoffizier)             |